# A Saucerful of Secrets
A Saucerful of Secrets é o segundo álbum de estúdio da banda inglesa de rock Pink Floyd. O álbum foi gravado nos Abbey Road Studios da  EMI, em várias sessões entre Agosto de 1967 e Abril de 1968, sendo lançado em 29 de Junho de 1968 pela EMI Columbia no Reino Unido, e em 27 de Julho de 1968 no Estados Unidos pela Tower.
Este álbum foi gravado antes e depois da saída de Syd Barrett do grupo. Devido ao comportamento cada vez mais imprevisível de Barrett, David Gilmour foi recrutado em Janeiro de 1968. Esta situação caracteriza A Saucerful of Secrets como o único álbum de originais dos Pink Floyd em que todos os cinco membros da banda estão presentes; o primeiro de Gilmour, em que participa em cinco músicas (Let There Be More Light, Set the Controls for the Heart of the Sun, Corporal Clegg, A Saucerful of Secrets e See-Saw); e o último de Barrett, em que surge em três faixas (Remember a Day, Jugband Blues e Set the Controls for the Heart of the Sun). Set the Controls for the Heart of the Sun é a única música em que os cinco membros tocam juntos.

## Antecedentes
De meados de 1967 até ao fim desse ano, o comportamento errático de Syd Barrett tornou-se mais visível, e num concerto na primeira digressão pelos Estados Unidos, ele lentamente foi desafinando a sua guitarra enquanto tocava. O público, habituado às actuações experimentais da banda, pareceu apreciar a situação, e não se apercebeu do mal estar dos outros membros do grupo. Entrevistado no programa de Pat Boone durante a sua digressão, as respostas de Barrett às perguntas de Boone limitavam-se a "um olhar vazio e ao silêncio", e manteve a sua boca fechada durante a actuação. Durante a primeira presença no programa de Dick Clark, American Bandstand, Barrett repetiu o mesmo comportamento. O músico até teve um comportamento aceitável durante a música Apples and Oranges, mas respondeu de forma desinteressada e sem ânimo às perguntas de Clark.

## Gravação do álbum

### Com Syd Barrett
O álbum foi gravado nos estúdios da EMI em Londres. As primeiras músicas gravadas para o álbum foram Set the Controls for the Heart of the Sun de Roger Waters, e uma, não comercializada, de Barrett, Scream Thy Last Scream; ambas registadas em 7 e 8 de Agosto de 1967. As duas faixas foram tratadas para serem lançadas como single a 8 de Setembro, antes de passarem pela aprovação da gravadora do grupo, a EMI. A banda gravou Vegetable Man  nos estúdios De Lane Lea entre 9 e 11 de Outobro, e regressou mais tarde no mesmo mês, a 19 de Outubro, para gravar Jugband Blues, com o produtor Norman Smith, e com a presença da banda do Exército de Salvação, a pedido de Barrett. Quando o Exército de Salvação entrou para tocar na música, Barrett disse-lhes para "tocarem o que quisessem", e Smith insistiu em partes já gravadas. Sobrepondo Remember a Day nas sessões, a música, que era um registo das gravações de The Piper at the Gates of Dawn, conta com a participação de Barrettt na slide guitar. A banda fez uma pausa nas gravações referentes ao álbum para gravar a música que se tornaria o seu terceiro single, Apples and Oranges, em 26 e 27 de Outubro. Uns dias mais tarde, os músicos gravaram o lado B do single, Paint Box, antes de partir para uma digressão nos Estados Unidos.
Em Novembro, Apples and Oranges foi lançada como single mas nem chegou a entrar para as tabelas de vendas. O grupo regressou aos estúdios De Lane Lea e gravou a música Vegetable Man. Por volta do Natal, David Gilmour (colega de escola de Barrett) foi convidado a entrar para a banda como segundo guitarrista, para substituir Barrett quando este, devido ao seu comportamento inconstante, faltava às gravações e ensaios. Como, até àquela altura tinha sido Barrett a escrever (ou a participar na composição) a maior parte das músicas do primeiro álbum, The Piper at the Gates of Dawn, tal como os três singles, o plano inicial era mantê-lo no grupo como membro de estúdio, portanto, fora das digressões – de forma semelhante a Brian Wilson dos The Beach Boys – isto significava que Barrett e o grupo estavam, na prática, separados. Durante dois dias, a partir de 10 de Janeiro de 1968, os Pink Floyd reuniram-se nos estúdios da EMI, na tentativa de trabalharem temas antigos: a voz de Waters e o órgão de Wright foram misturados em Set the Controls for the Heart of the Sun, enquanto Mason adicionava a sua voz a Scream Thy Last Scream. Quando deixou os Pink Floyd, Barrett disse à Melody Maker: "Suponho que era apenas uma questão de [eu] ser um pouco improvisador sobre as coisas".

### Com David Gilmour
Quando Gilmour entrou para o grupo, os Pink Floyd tocaram algumas vezes com os cinco membros, entre 12 e 20 de Janeiro. Num punhado de concertos, Gilmour tocou e cantou enquanto deambulava Barrett sobre o palco, só se juntando ao resto do grupo ocasionalmente. Entre os cinco concertos que deram neste período, a banda ensaiou algumas músicas escritas por Waters a 15 e 16 de Janeiro. Na sessão de 18 de Janeiro, o grupo, com a presença de Smith, realizou gravações das partes rítmicas; estas gravações formariam a introdução de Let There Be More Light. Barrett não esteve presente nesta sessão. A 24 e 25 de Janeiro, a banda gravou uma música, designada por The Most Boring Song I've Ever Heard Bar 2, em Abbey Road. Esta música mudaria o seu nome para See-Saw. O grupo gravou Let There Be More Light, Corporal Clegg (com Nick Mason na voz) e See-Saw sem Barrett, apesar de o manager Andrew King afirmar que Barrett tocou o solo de slide no final de Let There Be More Light. Os outros membros da banda começaram a cansar-se do comportamento irregular de Barrett e, a 26 de Janeiro de 1968, quando Waters se dirigia de carro para um concerto na Southampton University, apanhando pelo caminho os outros membros do grupo, alguém no carro disse: "Levamos também o Syd?", e alguém respondeu: "Não vale a pena chatearmos-nos." Barrett saiu da banda no final de Janeiro de 1968, e os restantes membros acabaram por finalizar o álbum; Set the Controls for the Heart of the Sun é a única música em que todos os cinco membros estão presentes.
Sem Barrett, os agora quatro elementos do grupo tiveram que se esforçar para arranjar novas músicas para um álbun, mas em Fevereiro de 1968 gravaram  It Would Be So Nice de Wright, e Julia Dream de Waters. No início de Fevereiro, foi anunciado que a canção escrita por Waters, Corporal Clegg, seria o próximo single de da banda. Contudo, devido a pressões da editora, a música ficou apenas incluída no álbum, e It Would Be So Nice foi comercializada em Abril como single, O single foi lançado em 12 de Abril de 1968, cerca de uma semana após o anúncio da saída de Barrett da banda. com Julia Dream no lado B. Ao longo do mês de Abril, o grupo fez um balanço das canções gravações realizadas até àquele momento. Waters bloqueou a inclusão de duas músicas, Vegetable Man e Scream Thy Last Scream, no álbum, apesar de o grupo ter mantido  Jugband Blues, e "Set the Controls for the Heart of the Sun" de Waters, na qual Barrett tocou. Sem material suficiente para preencher os 12 últimos minutos do álbum, a banda começou a juntar várias partes de material previamente gravado a que lhe dariam o nome de A Saucerful of Secrets, a designação final do álbum. Mason e Waters construíram a última faixa como se ela fosse um desenho de arquitectura. O produtor Smith não gostou da composição, dizendo-lhes que "vocês não podem incluir esta música, é muito longa. Vocês têm de escrever músicas com três minutos." A 25 de Junho, os Pink Floyd gravaram outra sessão para o programa Top Gear da BBC Radio; a seesão incluiu duas músicas de Saucerful: Let There Be More Light e uma versão reduzida da composição de dá título ao álbum, aqui intitulada de The Massed Gadgets of Hercules.

## Músicas
À semelhança do anterior The Piper at the Gates of Dawn, o álbum contém músicas caracterizadas pelo seu ambiente "espacial" e psicadélico. Contudo, ao contrário de Piper, o qual era dominado pelas composições de Barrett, A Saucerful of Secrets apenas inclui uma deste músico: Jugband Blues. O site AllMusic cita que com A Saucerful of Secrets, "a banda deu início a um estilo obscuro e de ritmos repetitivos que irá marcar os seus álbuns seguintes." Wright canta ou partilha as vozes em quatro das sete músicas do álbum, e contribui com a sua voz na composição instrumental de onze minutos e meio A Saucerful of Secrets, fazendo deste álbum aquele onde a sua voz surge em mais tempo do que a dos outros membros dos Pink Floyd.
Com Barrett afastado dos outros elementos do grupo, a responsabilidade de arranjar o material adequado para o álbum ficou para Waters e Wright. A música de abertura, Let There Be More Light, composta por Waters, continua a abordagem espacial estabelecida por Barrett. Let There Be More Light começa com um riff de baixo semelhante ao de Interstellar Overdrive. Tanto Remember a Day como See-Saw seguem uma abordagem infantil que teve início no álbum de estreia da banda. Wright permaneceu muito crítico das suas primeiras contribuições. Set the Controls for the Heart of the Sun foi tocado pela primeira vez com Barrett em 1967. O sucesso da música foi tal que continuou a fazer parte do conjunto de músicas tocadas ao vivo até 1973 onde surgia numa versão mais longa. Mais tarde, Waters tocaria esta música nos seus concertos a solo a partir de 1984 em diante. Waters baseou-se num texto de poesia chines da Dinastia Tang, tal como Barrett tinha feito em Chapter 24. Corporal Clegg, é a primeira música dos Pink Floyd que contém referências às questões da guerra, um tema que continuaria ao longo da carreira de Waters como compositor da banda, culminando no álbum de 1983 The Final Cut. Originalmente, A Saucerful of Secrets foi escrita como uma nova versão de Nick's Boogie. A música é composta por quatro partes em Ummagumma. Presente na lista dos concertos do grupo até ao verão de 1972, uma versão ao vivo da música foi gravada a 27 de Abril de 1969 no Mothers Club em Birmingham para ser incluía nesse álbum. Jugband Blues refere-se à saída de Sid Barrett da banda ("É muito atencioso da sua parte pensar em mim aqui / E estou-lhe muito agradecido por me dizer, de forma clara, que não estou aqui"). Um vídeo promocional foi gravado para esta canção. A gestora da banda queria comercializar a música em single, mas o grupo e o seu produtor, Norman Smith, se recusaram a tal.

### Músicas não comercializadas
Tal como Jugband Blues, o álbum também deveria incluir Vegetable Man, outra das composições de Barrett. Era suposto que aquela composição fosse lançada no lado B de um single de Scream Thy Last Scream. Em 20 de Dezembro, o grupo tocou Jugband Blues, Vegetable Man e Scream Thy Last Scream numa sessão de gravação de Top Gear, que foi emitida a 31 desse mês. Duas músicas adicionais de Barrett, In the Beechwoods, e No Title (frequentemente referida como Sunshine em bootlegs), foram gravadas nas primeiras sessões de gravação do álbum. Pelo menos, uma outra música, John Latham, foi gravada durante estas sessões, permanecendo por comercializar.

## Lançamento e crítica
| Críticas profissionais        | Críticas profissionais |
| Avaliações da crítica         | Avaliações da crítica  |
| Fonte                         | Avaliação              |
| ----------------------------- | ---------------------- |
| The Rolling Stone Album Guide | [ 53 ]                 |
| AllMusic                      | [ 54 ]                 |
| The Daily Telegraph           | [ 55 ]                 |
| MusicHound                    | 3.5/5                  |
| NME                           | 9/10                   |
| Paste                         | 9.5/10                 |
| Pitchfork                     | 9.4/10                 |
| Q                             | [ 60 ]                 |

Este é o primeiro álbum dos Pink Floyd cuja capa foi desenhada pela Hipgnosis, e foi a segunda vez que o grupo EMI (os The Beatles foram a primeiro) permitiu a contratação de desenhadores externos para a elaboração do álbum. A Saucerful of Secrets foi lançado, em LP, no Reino Unido em 29 de Junho de 1968 pela etiqueta da EMI, Columbia em mono e estéreo, chegando ao nono lugar nas tabelas de vendas britânicas. Nos Estados Unidos foi editado pela Tower Records da Capitol, pais onde permanece como o único que não chegou a entrar nas tabelas. Contudo, quando foi re-editado em A Nice Pair com a versão original de The Piper at the Gates of Dawn após o sucesso de The Dark Side of the Moon, o álbum alcançou o lugar 36 na Billboard 200. Let There Be More Light foi lançado como single, com Remember a Day, nos Estados Unidos a 19 de Agosto de 1969.
O CD do álbum com as músicas em modo estéreo foi editado em 1988, e em 1992 foi remisturado digitalmente e comercializado na colectânea Shine On. O CD remasterizado para estéreo foi comercializado em 1994 no Reino Unido e nos Estados Unidos. A versão mono do álbum nunca foi lançada em CD. A 6 de Janeiro de 2016, o álbum foi re-editado pela editora Pink Floyd Records.
Quando o álbum foi lançado, a análise feita pela revista Rolling Stone foi negativa, escrevendo que "era menos interessante que o primeiro" e "algo medíocre", destacando a saída parcial de Syd Barrett como um dos pontos fracos.
Numa análise retrospectiva feita por Richie Unterberger do AllMusic, este salienta o "ambiente calmo, de histórias infantis", canções "concisas e vívidas" que transitam para ambientes "espaciais e etéreos com longas partes instrumentais". Numa crítica feita para a BBC Music, Daryl Easlea diz que Saucerful não era "vazio", acrescentando que Jugband Blues era "a música mais arrepiante" do álbum.
Numa acção promocional de The Endless River em 2014, Nick Mason afirmou que A Saucerful of Secrets era o seu álbum de estúdio preferido dos Pink Floyd. “Acho que existem lá ideias que continuámos a utilizar ao longo de toda a nossa carreira,” afirmou. “Penso que foi uma boa maneira de marcarmos a saída de Syd [Barrett] e a chegada de Dave [Gilmour]. É muito bom termos isso num álbum, onde temos ambas as coisas. É uma transição suave e não um corte.”

## Faixas
| Lado A |                                             |                |                                       |         |  |
| N.º    | Título                                      | Compositor(es) | Vocais                                | Duração |  |
| 1.     | "Let There Be More Light"                   | Roger Waters   | Richard Wright, Waters, David Gilmour | 5:38    |  |
| 2.     | "Remember a Day"                            | Wright         | Wright                                | 4:33    |  |
| 3.     | "Set the Controls for the Heart of the Sun" | Waters         | Waters                                | 5:28    |  |
| 4.     | "Corporal Clegg"                            | Waters         | Gilmour, Nick Mason, Wright           | 4:13    |  |

| Side two | |                                |                                                   |         |  |
| N.º      | Título | Compositor(es)                 | Vocais                                            | Duração |  |
| 1.       | "A Saucerful of Secrets" - I. "Something Else" - II. "Syncopated Pandemonium" - III. "Storm Signal" - IV. "Celestial Voices" | Waters, Wright, Gilmour, Mason | Instrumental, vocais falados por Gilmour e Wright | 11:57   |  |
| 2.       | "See-Saw" | Wright                         | Wright                                            | 4:36    |  |
| 3.       | "Jugband Blues" | Syd Barrett                    | Barrett                                           | 3:00    |  |

## Ficha técnica
Banda
- Richard Wright - órgão, piano, vocais, mellotron, vibrafone
- Roger Waters - baixo, vocais
- David Gilmour - guitarras, vocais
- Nick Mason - bateria, percussão, vocais em "Corporal Clegg"
- Syd Barrett - guitarras e vocais em "Jugband Blues", guitarra em "Set the Controls for the Heart of the Sun", guitarra acústica e slide guitar em "Remember a Day" Slide Guitar em "Let There Be More Light" Guitarra base em Corporal Clegg

Músicos convidados
- Norman Smith - bateria e vocal de apoio (backing vocals) em "Remember a Day"
- 8 membros da Banda Internacional do Exército de Salvação (Salvation Army) - metais em "Jugband Blues"